# Инсурецей
Инсурецей (рум. Însurăței) — місто у повіті Бреїла в Румунії. Адміністративно місту підпорядковані такі села (дані про населення за 2002 рік):
- Валя-Келмецуюлуй (108 осіб)
- Лаку-Резій (407 осіб)
- Меру-Рошу (126 осіб)

Місто розташоване на відстані 130 км на північний схід від Бухареста, 47 км на південний захід від Бреїли, 116 км на північний захід від Констанци, 64 км на південний захід від Галаца.

## Населення
За даними перепису населення 2002 року у місті проживали 7336 осіб.
Національний склад населення міста:
| Національність | Кількість осіб | Відсоток |
| -------------- | -------------- | -------- |
| румуни         | 7169           | 97,7%    |
| цигани         | 165            | 2,2%     |
| угорці         | 1              | < 0,1%   |
| чехи           | 1              | < 0,1%   |

Рідною мовою назвали:
| Мова      | Кількість осіб | Відсоток |
| --------- | -------------- | -------- |
| румунська | 7198           | 98,1%    |
| циганська | 135            | 1,8%     |
| німецька  | 2              | < 0,1%   |
| угорська  | 1              | < 0,1%   |

Склад населення міста за віросповіданням:
| Релігія       | Кількість осіб | Відсоток |
| ------------- | -------------- | -------- |
| православні   | 7296           | 99,5%    |
| баптисти      | 21             | 0,3%     |
| лютерани      | 8              | 0,1%     |
| римо-католики | 4              | 0,1%     |
| бретрени      | 4              | 0,1%     |
| адвентисти    | 3              | < 0,1%   |

## Галерея

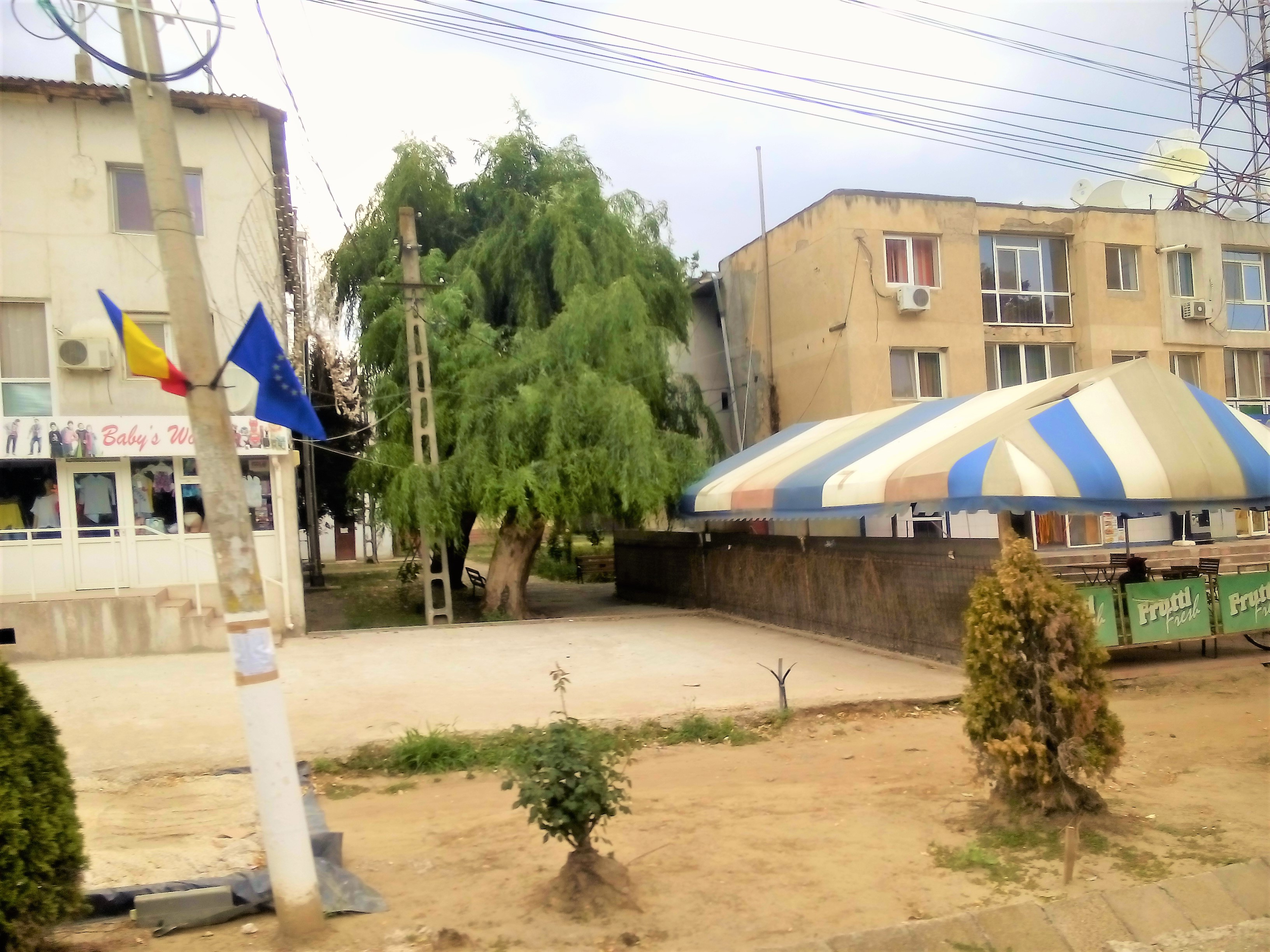
Будинки
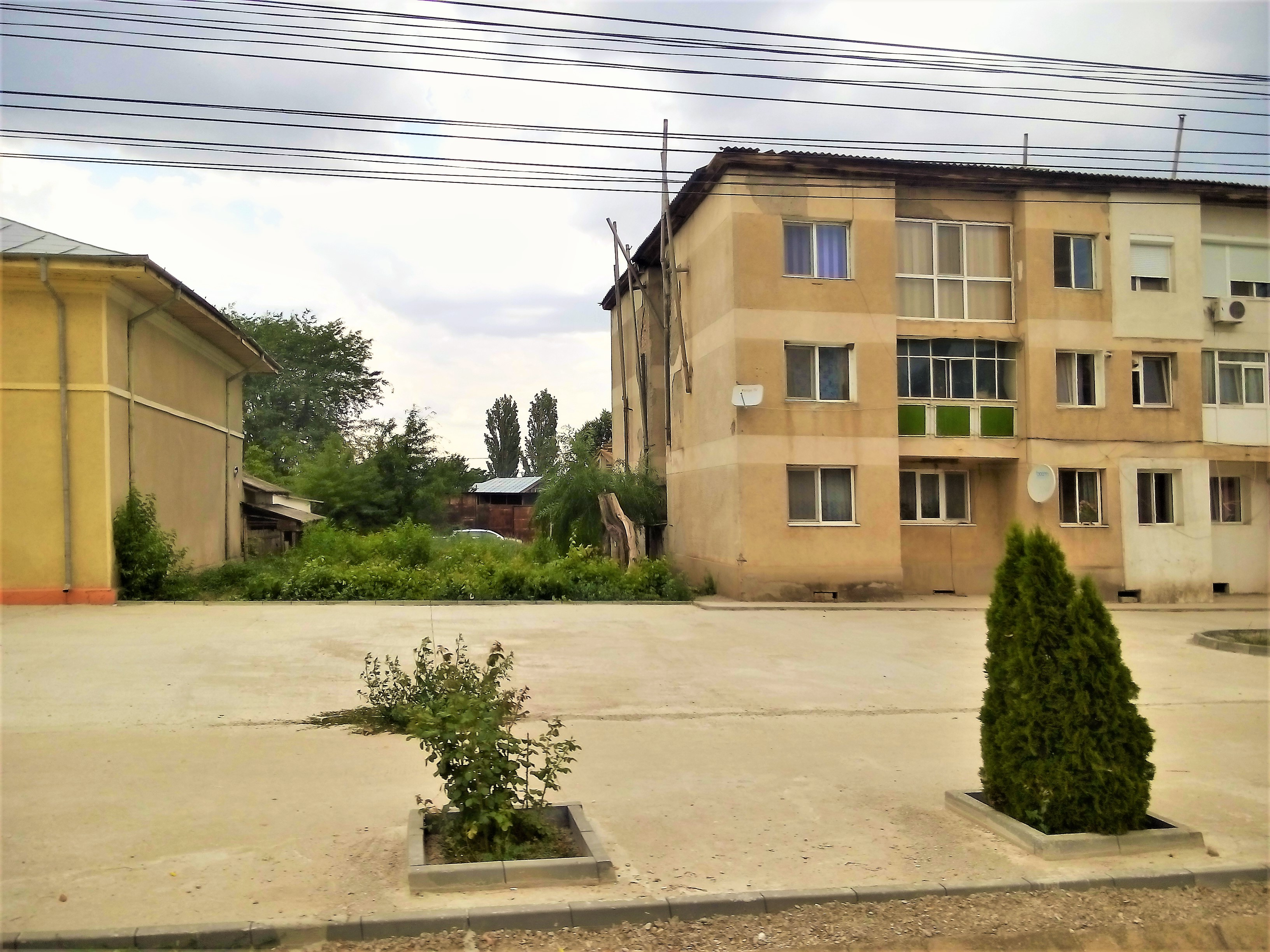
Будинки
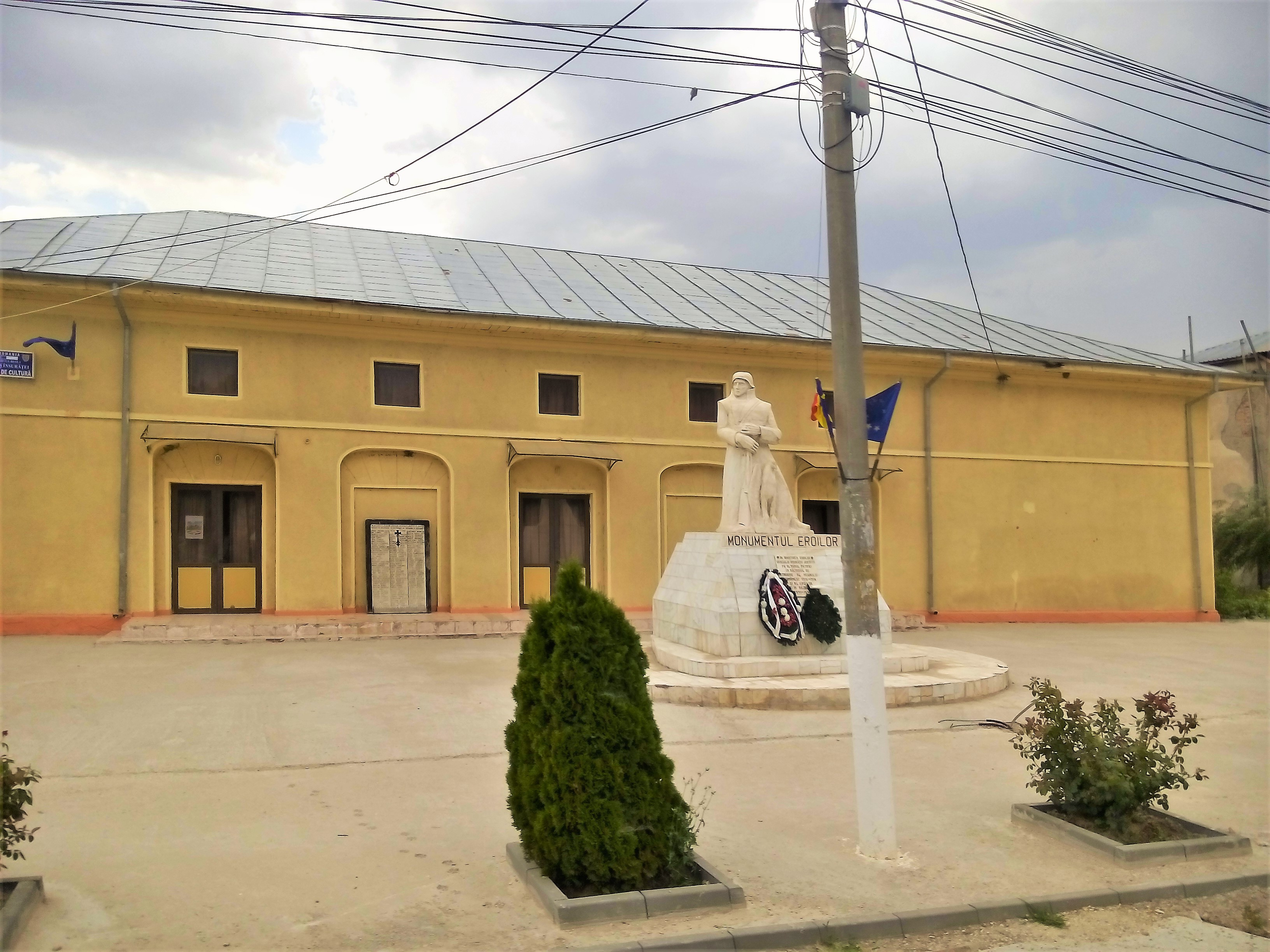
Міськрада і пам'ятник Солдату.
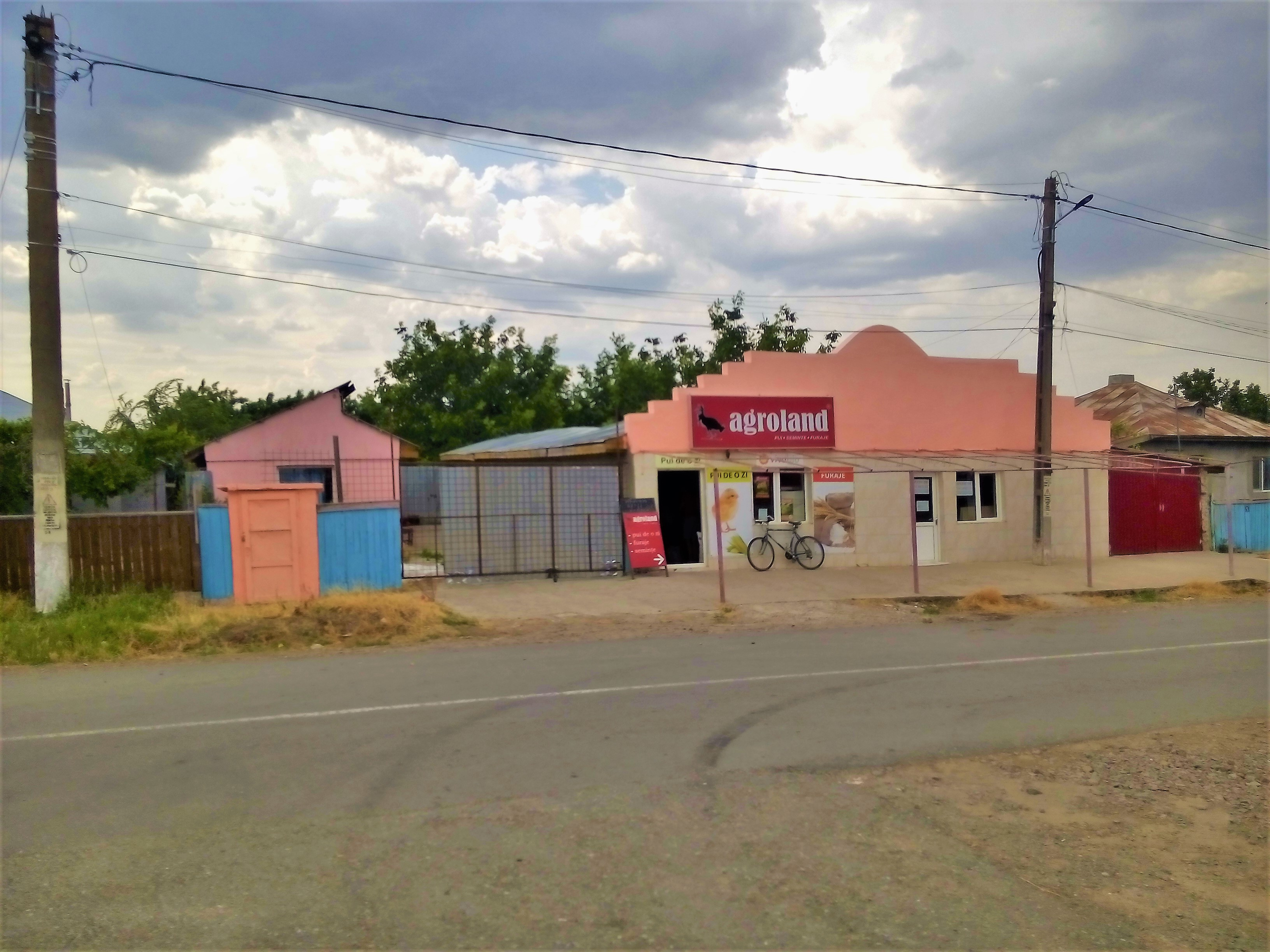
Магазин